# Troitski (Otrádnaya, Krasnodar)
Troitski (del ruso: Троицкий) es un jútor del raión de Otrádnaya del krai de Krasnodar, en Rusia. Está situado en un área premontañosa de las vertientes septentrionales del Cáucaso Norte, en la orilla derecha del río Urup, afluente del Kubán, 15 km al norte de Otrádnaya y 203 km al sureste de Krasnodar, la capital del krai. Tenía 56 habitantes en 2010.
Pertenece al municipio Krasnogvardéiskoye.